# Síndrome de Gardner
El síndrome de Gardner (también conocido como poliposas familiar del colon o poliposis colorrectal familiar) es un subtipo de poliposis adenomatosa familiar. El síndrome de Gardner es una forma de poliposis autosómica dominante caracterizada por la presencia de múltiples pólipos en el colon y tumores en la parte exterior del colon. Los tumores extra colónicos pueden incluir osteomas del cráneo, cáncer de tiroides, quistes epidermoides, fibromas y tumores desmoides en aproximadamente el 15% de individuos con la enfermedad.
Los tumores desmoides son tumores fibrosos que ocurren usualmente en el tejido que cubre los intestinos y que pueden ser causados por una cirugía de remoción del colon. Numerosos pólipos en el colon contribuyen al desarrollo del cáncer de colon. Si no se extirpa el colon, la probabilidad de cáncer de colon se considera muy significativa. Los pólipos podrían crecer en el estómago, el duodeno, el bazo, los riñones, el hígado, el mesenterio y el intestino delgado. En un número menor de casos, los pólipos se encuentran en el cerebelo. Los tipos de cáncer asociados con el síndrome de Gardner normalmente se encuentran en la tiroides, el hígado y los riñones. Los pólipos aumentan con la edad, cientos o miles se pueden desarrollar en el colon.
El síndrome fue definido por primera vez en 1951. En este momento no hay cura en sus formas más avanzadas se considera un diagnostíco terminal con una esperanza de vida de 35 a 45 años. Los tratamientos consisten en cirugías y cuidados paliativos, aunque se han probado algunas quimioterapias con poco éxito.

## Causas
El síndrome de Gardner es causado por una mutación en el gen de la pólipos del colon adenomatosa (PCA), que se encuentra en el cromosoma 5q21 (banda q21 en el cromosoma 5). El gen es una mutación en la poliposis adenomatosa familiar (PAF), una enfermedad más común que predispone al cáncer de colon. A veces en el entendimiento de la genética han causado que algunos trastornos se dividieran en múltiples entidades, mientras que otros fusionen en una condición genética. Después de más de la mitad del siglo XX, el síndrome de Gardner se integró en la poliposis adenomatosa familiar subtipo fenotípico de esta. PAF se define por el desarrollo de cientos o miles de pólipos en el colon. El síndrome de Gardner se distingue como un subtipo porque además de los pólipos del colon, también se presenta crecimientos extra colónicos (tanto malignos como benignos). Hay varios términos usados para describir la “condición de los pólipos asociada al APC” incluyendo PAF, PAF atenuado, el síndrome de Gardner, el síndrome de Turcot, y el adenocarcinoma gástrico y la poliposis proximal del estómago (GAPPS por sus siglas en inglés). 
Hay un movimiento para dejar de utilizar los términos síndrome de Gardner o síndrome de Turcot debido a que ambos son parte del espectro PAF. Los términos síndrome de Gardner y Turcot se utilizan primariamente en contexto histórico.

## Genética
El síndrome de Gardner se herede en una forma autosómica dominante. Normalmente tienen el síndrome de Gardner. Cada uno de los hijos, hombres y mujeres, tienen riesgo del 50% de heredar el gen del síndrome de Gardner.

## Diagnósis
El síndrome de Gardner se caracteriza por pólipos adenomatosos del tracto gastrointestinal, fibromas de Gardner, tumores desmoides, osteomas, quistes epidermoides, anomalías dentales y carcinomas periampulares. La probabilidad del síndrome es de 1 entre 14,025 con una distribución entre sexos balanceada. Está determinado por el gen autosómico dominante de la PCA en el cromosoma 5.
El síndrome de Gardner se puede identificar a través de algunos elementos de la cavidad oral, como varios dientes deteriorados y supernumerarios, varios osteomas en la mandíbula que dan una apariencia de “algodón” en las maxilas, además de múltiples odontomas, hipertrofia congénita del epitelio pigmentario de la retina, además de varios pólipos adenomatosos en el colon. El síndrome de Gardner se asocia con poliposis adenomatosa familiar y se puede manifestar como fibromatosis agresiva (tumores desmoides) del retroperitoneo. 
Los tumores desmoides surgen más frecuentemente por la aponeurosis del músculo abdominal del recto de las mujeres multíparas. La forma extra abdominal es rara y los tumores desmoides del pecho pueden surgir en la glándula mamaria o pueden ocurrir como una extensión de una lesión surgiendo del músculo de la pared torácica. La probabilidad de tumores desmoides del pecho es menos del 0.2% de las neoplasias primarias de mama. En el síndrome de Gardner, la probabilidad varía del 4% al 17%. Se ha demostrado que los tumores desmoides relacionados con el síndrome de Gardner tienen una alteración en la vía de la ϐ-catenina y una sobreexpresión de la misma.

## Tratamientos
No existe una cura para el síndrome de Gardner. Los tratamientos se enfocan en aliviar los síntomas y reducir el riesgo de cáncer. Los tratamientos para los tumores desmoides pueden incluir cirugía, antinflamatorios no esteroides AINES, medicamentos anti-estrógeno, radioterapia y quimioterapia.  

## Epónimo
El síndrome obtiene su nombre de Eldon J. Gardner (1909-1989), un genetista estadounidense quien lo describió por primera vez en 1951.